# Golcar
Golcar – wieś w Anglii, w West Yorkshire, w dystrykcie metropolitalnym Kirklees. W 2011 miejscowość liczyła 18 033 mieszkańców. Golcar jest wspomniana w Domesday Book (1086) jako Gudlagesarc/Gudlargo.